# Georgswerder Schleusengraben
El Georgswerder Schleusengraben o Rec de la resclosa de Georgswerder és un antic priel i braç de l'Elba. Neix a la frontera entre les antigues illes de Georgswerder i Stillhorn. Desemboca al Wilhelmsburger Dove Elbe que vessa a l'Elba via el canal Ernst August i el Reiherstieg. Tret d'un petit tram fora del dic de l'Elba, el curs d'aigua fa part del parc natural de Rhee a Hamburg. Després de les inundacions del 1962, el braç va ser tallat de l'Elba i de la influència de la marea per un dic.
De fet, a l'origen era un priel fluvial, un canal natural que es crea quan a marea alta s'omple una depressió de prats salabrosos o d'estanys i desguassa a marea baixa.
Des de 1995 va recrear-se sota l'autopista E22 una nova connexió amb el Wilhelmsburger Dove Elbe. De l'altre costat, una resclosa de desguàs sota el dic principal de l'Elba deixa entrar aigua. Aquest corrent prudent va millorar la qualitat de l'aigua fins a un cert punt, però el wetering que desguassa el polígon industrial d'Obergeorgswerder al nord de la reserva aporta massa d'òxids de ferro. Això explica el seu color groc-marró poc atractiu. Encara que això no tingués cap influència negativa per als peixos, fa la vida difícil per als ocells pescadors i no correspon gaire al biòtop salabrós normal d'un priel. Hi ha un projecte per a tornar a deixar la marea entrar de manera controlada a l'Schleusengraben.

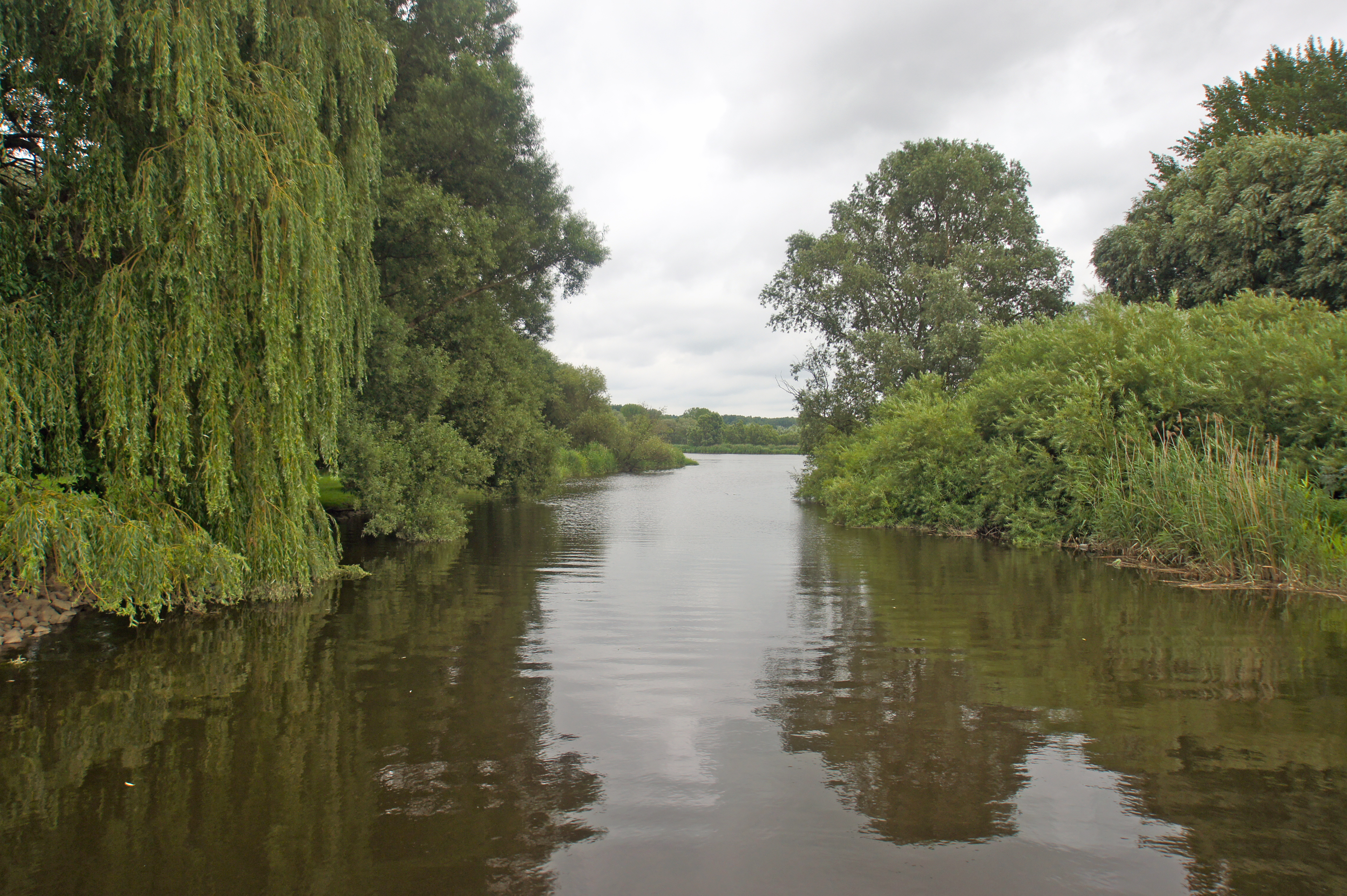
El rec fora del dic i l'Elba al segon pla
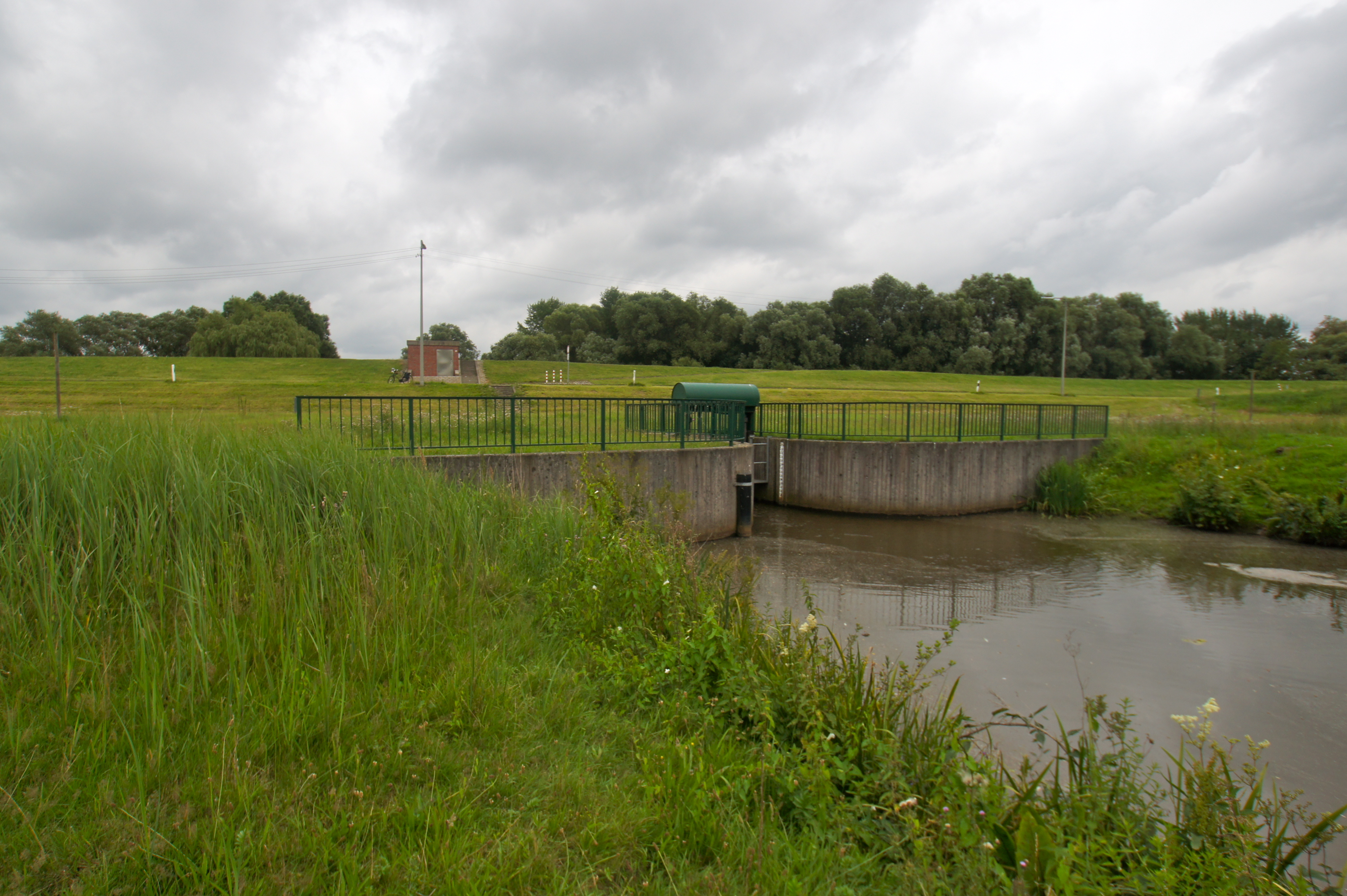
La resclosa de desguàs sota el dic de l'Elba que connecta el tram exterior amb el rec dins del dic

## Afluent
No té cap afluent tret d'un wetering sense nom que prové del polígon industrial al nord.

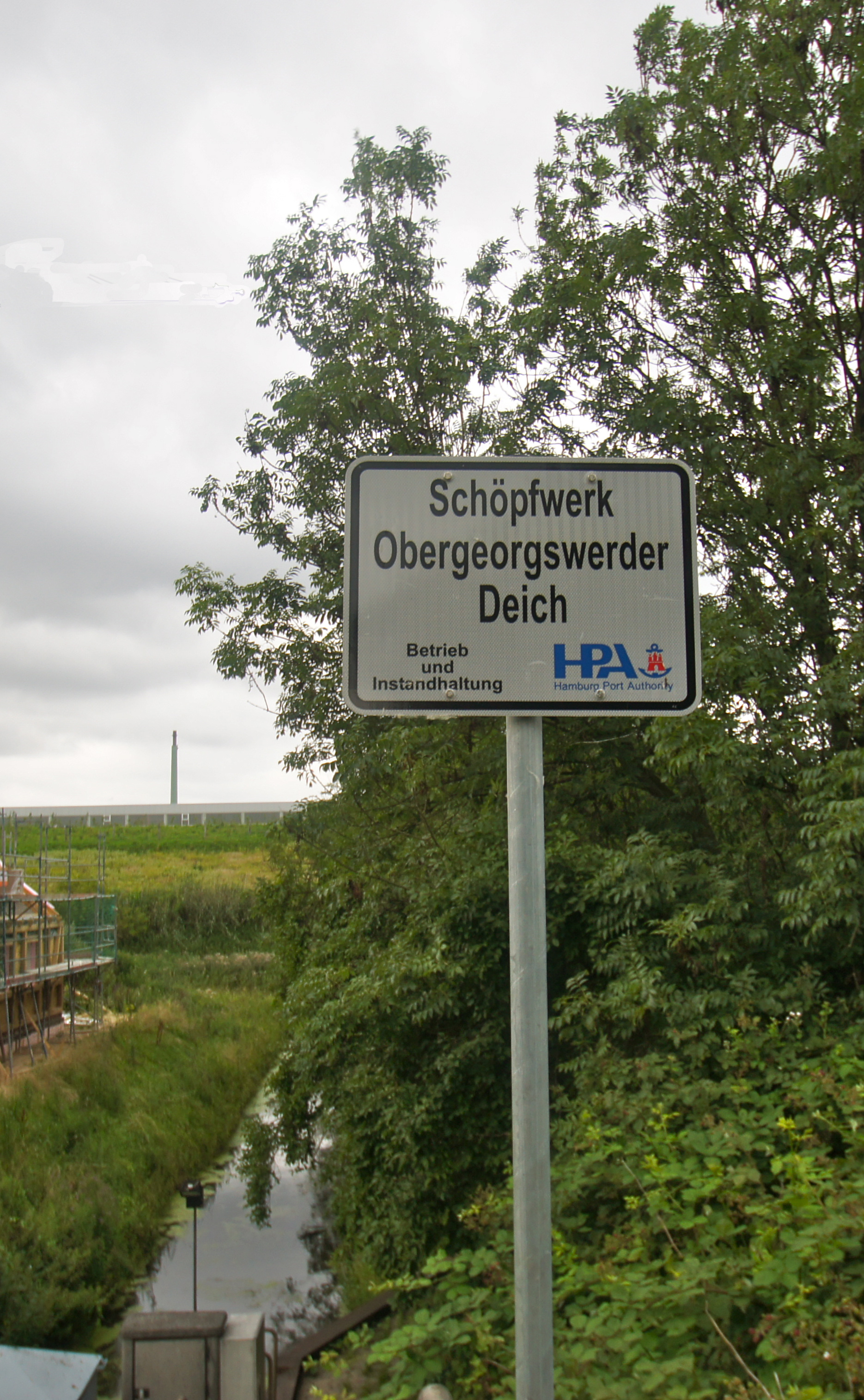
El wetering i el polígon industrial al segon pla
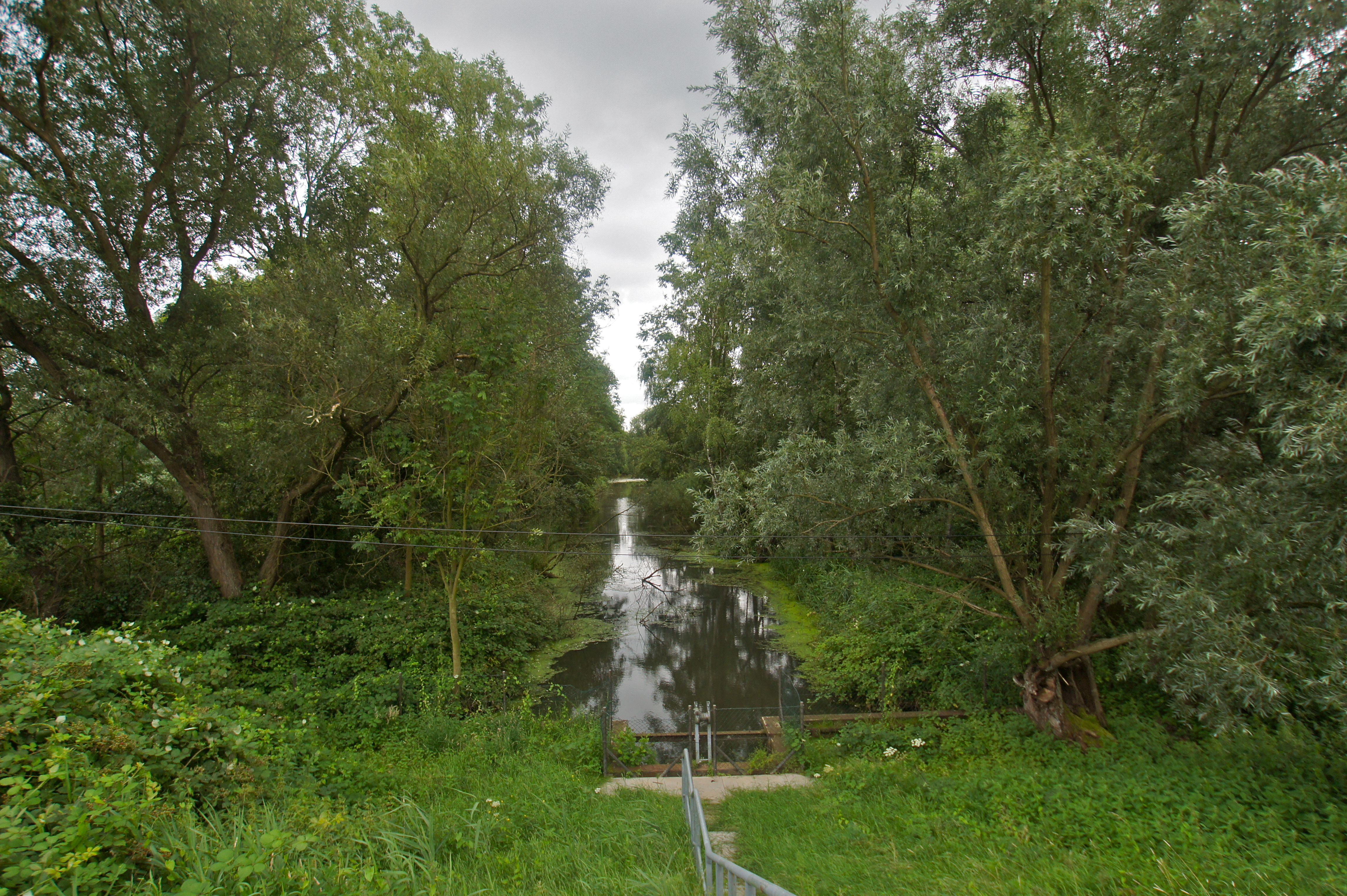
El wetering en sortir de la resclosa de desguàs en direcció sud